# Свети Димитър (Вепърчани)
„Свети Димитър“ (на македонска литературна норма: „Свети Димитрија“) е православна църква край прилепското село Вепърчани, югозападната част на Северна Македония. Част е от Преспанско-Пелагонийската епархия на Македонската православна църква – Охридска архиепископия.

## География
Намира се на заравнения връх на хълма точно над самото село, на няколко стотици метра източно от селото.

## История и архитектура
Строежът на манастирската църква датира от Средновековието, а съпътстващите обслужващи помещения като кухня, трапезария и стаи за нощувки са построени по-късно в края на XX век. Поради по-добрите условия и по-широкото пространство в двора на тази църква празнуването на селския празник Спасовден се провежда в нейния двор с голям общ събор, на който присъстват гости от Вепърчани и хора от Вепърчани, Прилеп, Скопие и чужбина. Пред самата църква, от двете страни на оградата, има два много стари дъба с огромни дънери, единият от които е унищожен и изгорял след удар от мълния.